# 好運來 (春節賀年歌曲)
《好运来》是一首由祖海演唱的歌曲，這首歌主要是祝福喜慶節日，该歌曲曾在2004年央视春晚演唱，此外中國大陸傳統節日到來時也經常傳唱這首歌。